# Coronidia hysudrus
Espèce
Synonymes
- Coronis hysudrus Hopffer, 1856

Coronidia hysudrus est une espèce de lépidoptères de la famille des Sematuridae.